# نیتریفیکاسیون
نیتریفیکاسیون (به انگلیسی: Nitrification) چرخه نیتروژنی‌ای است که طی این فرایند، آمونیوم توسط باکتری نیتروزوموناس، به نیتریت و توسط باکتری نیتروباکتر به نیترات تبدیل می‌شود.
دنیتریفیکاسیون(به انگلیسی: Denitrification)
نوعی‌ تنفس‌بی‌هوازی، که توسط گونه های سودوموناس، تیوباسیلوس و پاراکوکوس انجام می‌شود.
کلی‌فرم‌ها اغلب احیاء(کاهش) نیترات را تا حد نیتریت پیش برده و از آنزیم نیترات ردوکتاز بهره می‌برد که در حضور اکسیژن غیرفعال می‌شود.